# Организационно-правовая форма
Организацио́нно-правова́я фо́рма хозяйствующего субъекта — признаваемая законодательством той или иной страны форма хозяйствующего субъекта, фиксирующая способ закрепления и использования имущества хозяйствующим субъектом и вытекающие из этого его правовое положение и цели деятельности.
Организационно-правовая форма определяет способ управления имуществом хозяйствующим субъектом и вытекающие из этого его правовое положение и цели предпринимательской деятельности.

## Организационно-правовые формы в Российской Федерации

### Классификатор
В Российской Федерации действует общероссийский классификатор организационно-правовых форм (ОКОПФ).
К хозяйствующим субъектам в ОКОПФ относятся любые юридические лица, а также организации, осуществляющие свою деятельность без образования юридического лица, и индивидуальные предприниматели.
В общероссийском классификаторе организационно-правовых форм (ОКОПФ) (ОК 028-99 (в ред изменения № 1/99)) каждой организационно-правовой форме соответствует двухразрядный цифровой код, наименование организационно-правовой формы, алгоритм сбора.
С 01.01.2013 года принята и введена в действие приказом Федерального агентства по техническому регулированию и метрологии от 16 октября 2012 г. № 505-ст новая версия Общероссийского классификатора организационно-правовых форм (ОКОПФ) ОК 028—2012 взамен Общероссийского классификатора организационно-правовых форм (ОКОПФ) ОК 028-99.
Различают следующие виды организационно-правовых форм хозяйствующих субъектов (далее также ОПФ):

#### ОПФ хозяйствующих субъектов, являющихся юридическими лицами-коммерческими организациями
- Товарищества 
  - Полные товарищества
  - Товарищества на вере
- Общества
  - Общества с ограниченной ответственностью
- Акционерные общества
  - Публичные акционерные общества
  - Непубличные акционерные общества
- Унитарные предприятия
  - Унитарные предприятия, основанные на праве хозяйственного ведения
  - Унитарные предприятия, основанные на праве оперативного управления
- Прочие
  - Производственные кооперативы
  - Крестьянские (фермерские) хозяйства (с 1 января 2010 г.)
  - Хозяйственные партнерства

#### ОПФ хозяйствующих субъектов, являющихся юридическими лицами-некоммерческими организациями
- Потребительские кооперативы
- Общественные объединения (в том числе религиозные объединения)
  - Общественные организации
  - Общественные движения
  - Органы общественной самодеятельности
  - Политические партии
  - Профсоюзы
- Фонды (в том числе общественные фонды)
- Учреждения (в том числе общественные учреждения)
- Государственные корпорации
- Некоммерческие партнерства
- Автономные некоммерческие организации
- Общины коренных малочисленных народов
- Казачьи общества
- Объединения юридических лиц (ассоциации и союзы)
- Ассоциации крестьянских (фермерских) хозяйств
- Территориальные общественные самоуправления
- Товарищества собственников жилья
- Садоводческие, огороднические или дачные некоммерческие товарищества

#### ОПФ хозяйствующих субъектов без образования юридического лица
- Паевые инвестиционные фонды
- Простые товарищества
- Представительства и филиалы
- Индивидуальные предприниматели
- Инвестиционное товарищество

### Примеры ОПФ

#### государственных и муниципальных учреждений
Самым простым наименованием ОПФ государственных учреждений являются ФГУ (федеральные) и ГУ (областные, Москвы и Санкт-Петербурга). Иногда добавляется в ОПФ слово «бюджетное», например у ОПФ лесничеств, исправительных колоний. В наименование ОПФ может входить слово «областное» и даже название субъекта РФ: «Новосибирской области», «города Москвы», но не обязательно.
ОПФ государственных учреждений:
- Федеральное государственное учреждение
- Федеральное государственное автономное учреждение
- Областное государственное учреждение (Государственное областное учреждение), ОГУ
- Государственное учреждение
- Федеральное государственное бюджетное учреждение
- Федеральное государственное бюджетное учреждение науки
- Областное государственное бюджетное учреждение
- Государственное бюджетное учреждение Новосибирской области
- Государственное бюджетное учреждение города Москвы
- Государственное бюджетное учреждение
- Государственное (муниципальное) казённое учреждение

Учреждения образования, здравоохранения и культуры имеют свои собственные наименования ОПФ:
ОПФ образовательных учреждений:
- Федеральное государственное автономное образовательное учреждение высшего профессионального образования
- Государственное образовательное учреждение высшего профессионального образования
- Государственное образовательное учреждение среднего профессионального образования
- Государственное образовательное учреждение
- Муниципальное бюджетное общеобразовательное учреждение
- Муниципальное дошкольное образовательное учреждение
- Муниципальное учреждение дополнительного образования

ОПФ военных образовательных учреждений:
- Федеральное государственное военное образовательное учреждение высшего профессионального образования
- Государственное военное образовательное учреждение высшего профессионального образования

ОПФ учреждений исполнения наказаний:
- Федеральное казённое учреждение

ОПФ учреждений здравоохранения:
- Федеральное государственное учреждение здравоохранения
- Государственное учреждение здравоохранения
- Муниципальное учреждение здравоохранения

ОПФ учреждений культуры:
- Федерального государственного учреждения культуры
- Государственное бюджетное учреждение культуры Свердловской области
- Государственное учреждение культуры города Москвы

Необычные ОПФ:
- Областное государственное образовательное учреждение для детей-сирот и детей, оставшихся без попечения родителей
- Государственное специальное реабилитационное образовательное учреждение среднего профессионального образования — техникум для инвалидов
- Федеральное государственное образовательное учреждение среднего (полного) общего образования «Астраханское суворовское военное училище Министерства внутренних дел Российской Федерации» — не имеет указание «военное».

#### государственных и муниципальных унитарных предприятий
ОПФ унитарных предприятий:
- Федеральное государственное унитарное предприятие
- Государственное областное унитарное предприятие
- Государственное унитарное предприятие
- Муниципальное унитарное предприятие